# 端口复用器
SATA端口复用器，也称端口倍增器，它使多路SATA设备能够连接到一个SATA主端口上。许多常规的控制器并不支持这个特性，因为这不是SATA控制所必需的。

## 优点
端口复用器（Port multiplier）有如下优点：
- 减少电线的数量
- 增加支持的SATA设备数量而不需要添加额外的SATA控制器。

## 端口拓展
一个SATA端口复用器是一个非直接分裂的拓展设备。虽然端口复用器允许1个端口连接15个磁盘，但是它的传输带宽会受到控制器限制。虽然控制器连接许多的设备，但是它跟每一个设备都是直接相连的。